# Dealul Runc (Subcarpații Moldovei)
Dealul Runc (numit și Runcu) sau Dealul Bahna (507 m altitudinea maximă) este o structură geomorfologică anticlinală ce face parte din unitatea  de orogen situată pe flancul exterior al Carpaților Orientali - Subcarpații Moldovei.
Delimitare
Face parte din anticlinoriul Culmii Pleșului (format din Culmea Pleșu (911 m), Dealul Boiștea (Budaru), Dealul Corni, Dealul Chicera, Dealul Runc și Glacisul Moldoveni), fiind situat între Depresiunea Cracău-Bistrița la vest, Dealul Bărboiu la sud (de care este despărțit de către râul Bistrița), Culoarul Siretului la est, și Dealul Chicera la nord-est.
Se află în segmentul central al laturii externe a Subcarpaților Moldovei, segment cu un profil mai calm decât cel nordic (Culmea Pleșului) și decât cel sudic (Pietricica Bacăului) și mai coborât cu circa 200 m. Este flancat – ca și căi de comunicație de către DN2 (E85 pe porțiunea Bacău – Roman) spre est, DN15 (pe porțiunea Bacău – Buhuși) spre sud-vest și, traversat de către DJ158 Buhuși – Secuieni.
Structură

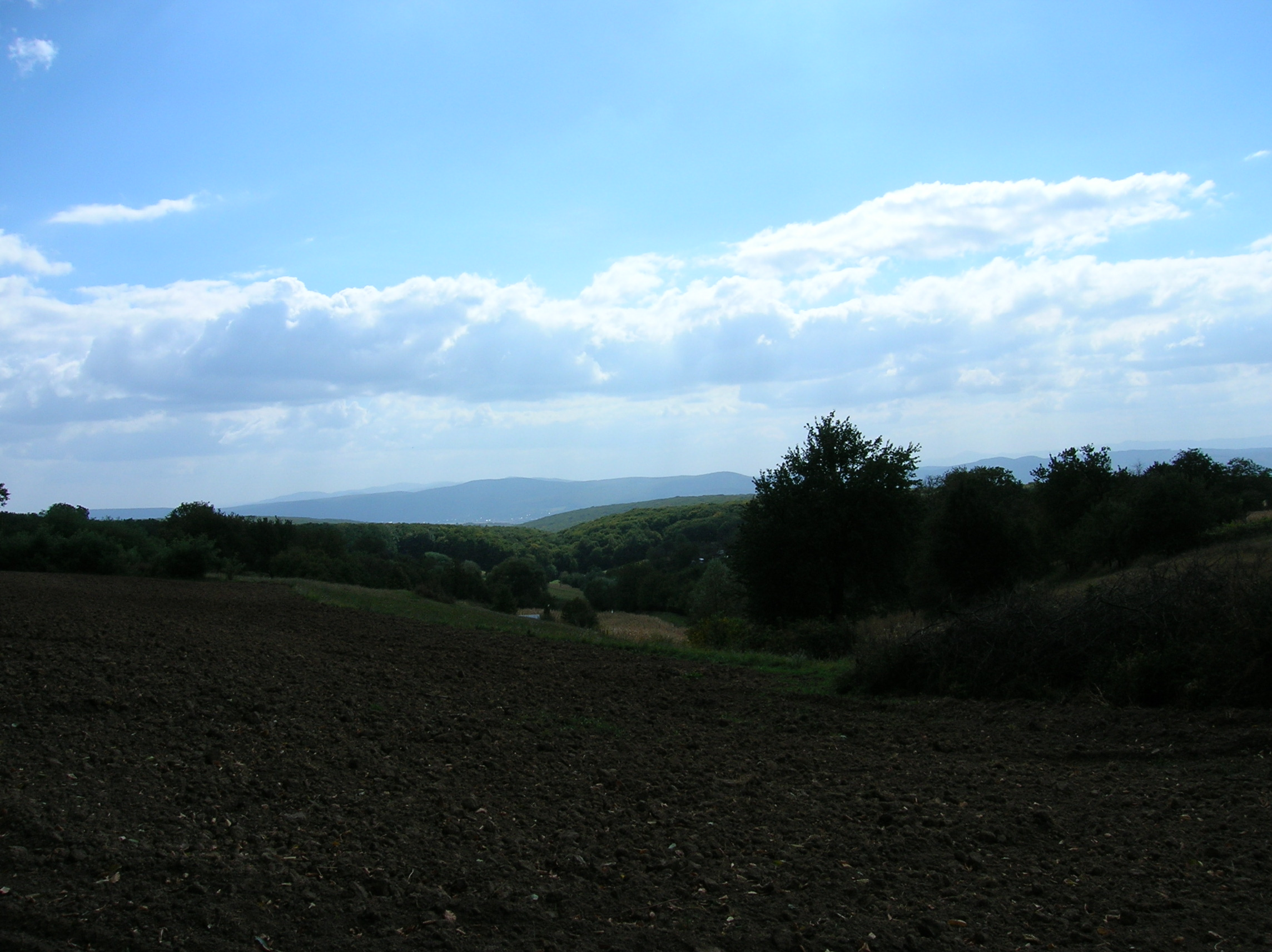
Cu obiectivul spre satul Runc, Bacău și valea Bistriței. În zare se ghicesc Munții Tarcău

Este format în acumulări fluvio-deltaice ale paleo-rețelei de râuri, acumulări care aparțin subunității piemontane a Podișului Moldovei. Dealul se diferențiază mai puțin clar, într-o zonă în care limita față de subunitatea respectivă trebuie urmărită la baza flancului vestic al al acestuia, în absența unor structuri cutate anticlinale ale molasei din avanfosă Aici se găsesc și urme de pietrișuri sarmatice care se remarcă prin înălțimi mai mari.
Obiective locale de interes
- Orașul Buhuși– situat la sud-vest pe terasele superioare ale Bistriței
- Mănăstirea Runc - situată în apropierea culmii dealului
- Mănăstirea Ciolpani – situată în partea de vest
- Codrul secular Runc – rezervație naturală de tip forestier situată pe teritoriul județului Neamț) și Pădurea Runc, Buhuși – rezervație naturală de tip floristic și faunistic situată pe cel al județului Bacău

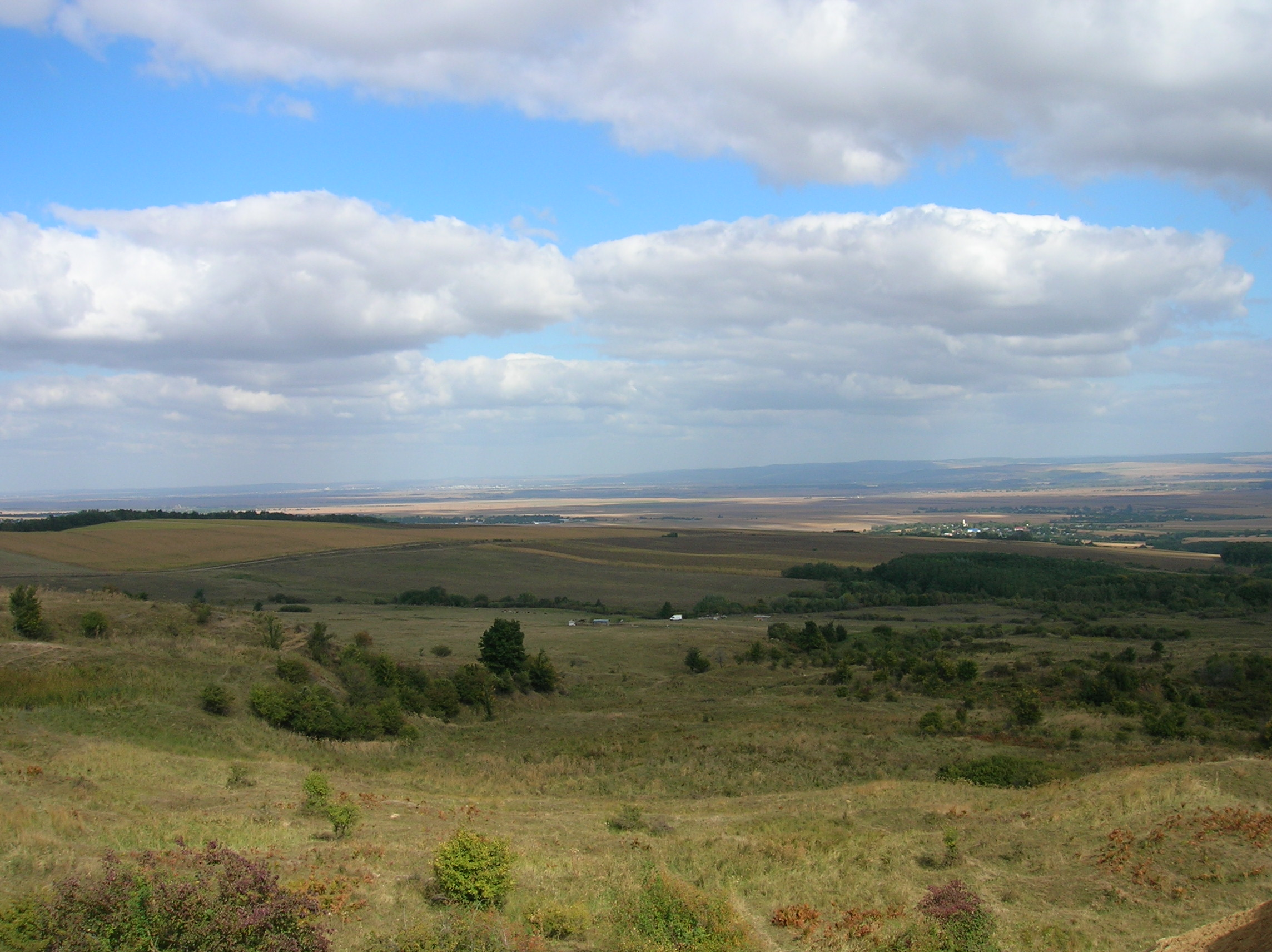
Perspectivă de pe culme, spre Culoarul Siretului. La ora 9,30 se ghicește orașul Roman

## Referințe

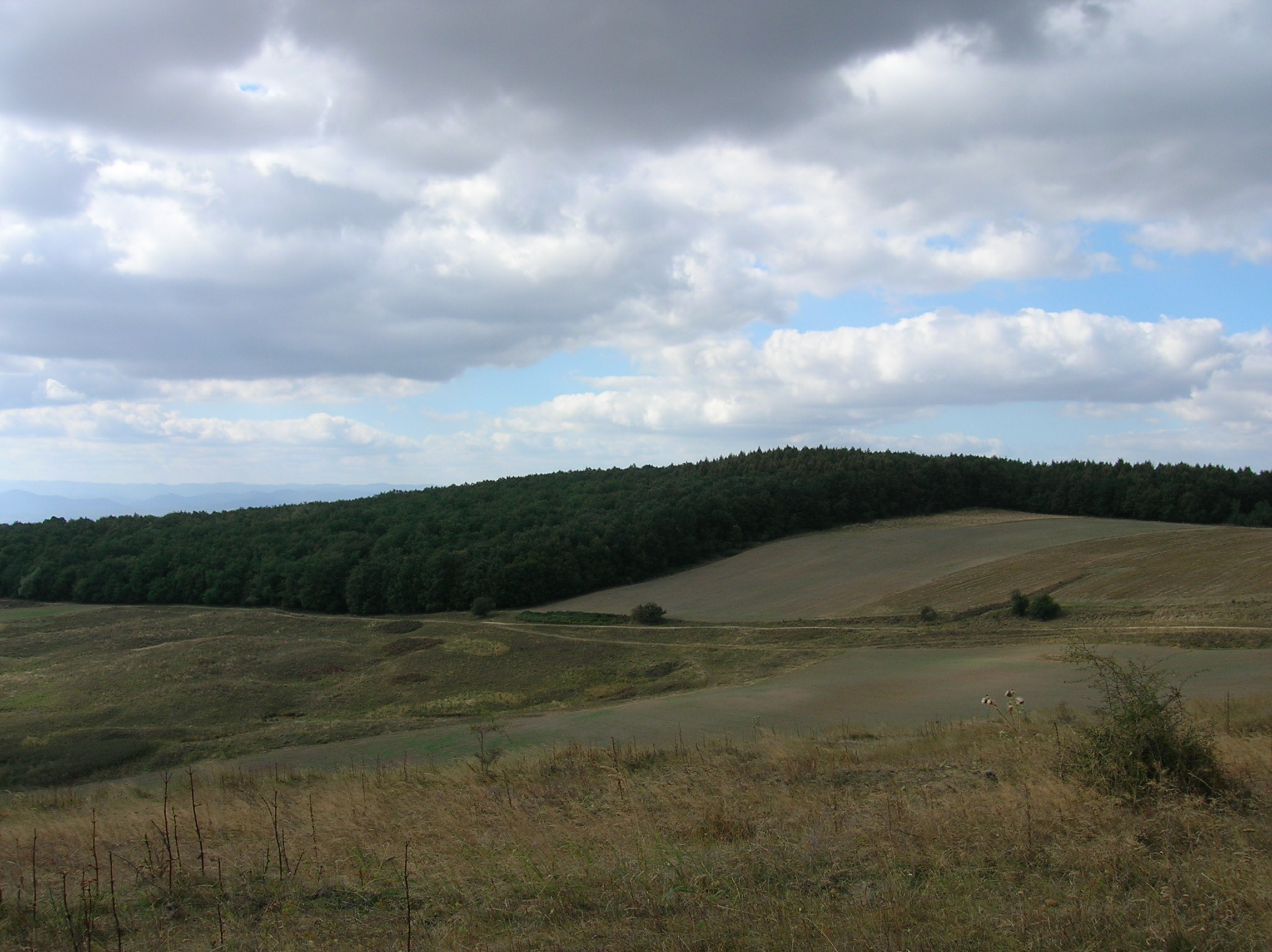
Perspectivă asupra Pădurii Runc, dinspre culme